# Ōuchi Yoshinaga
Ōuchi Yoshinaga (大内 義長?; 1532 – 1º maggio 1557) è stato un daimyō giapponese del periodo Sengoku, ultimo capo del clan Ōuchi.
Fu invitato da Sue Harukata, che aveva appena preso il controllo del clan Ōuchi, a servire come capo ufficiale degli Ōuchi stessi, sebbene fosse Sue a controllarli. Yoshinaga era il fratello minore di Ōtomo Yoshishige. Dopo la vittoria di Mōri Motonari contro Sue nel 1555 a Miyajima, che portò il vincitore ad accaparrarsi il castello di Moji, costruito da Yoshinaga, la posizione di Yoshinaga era ormai compromessa. Yoshinaga stesso fu costretto a togliersi la vita 1557, causando l'effettiva estinzione del clan Ōuchi.